# فرانتس بکن‌باوئر
فرانتس بِکِن‌باوئر (آلمانی: Franz Beckenbauer؛ ۱۱ سپتامبر ۱۹۴۵ – ۷ ژانویهٔ ۲۰۲۴) بازیکن فوتبال، مربی، رئیس فدراسیون، و مدیر باشگاه اهل آلمان بود. او با لقب قیصر (به آلمانی:Kaiser) شناخته شد.
همچنین او به همراه دیدیه‌دشان و ماریوزاگالو تنها کسانی هستند که هم به‌عنوان بازیکن و هم به‌عنوان سرمربی قهرمان جام جهانی شده‌اند.

## زندگی شخصی

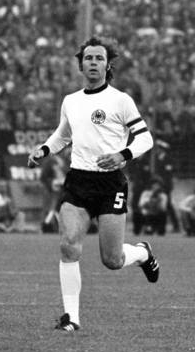
بکن‌باوئر کاپیتان تیم ملی فوتبال آلمان در جام جهانی ۱۹۷۴

فرانتس بکن‌باوئر در ۱۱ سپتامبر ۱۹۴۵ در مونیخ زاده شد. او در سال ۱۹۵۴ هنگامی که نُه سال داشت، فوتبال حرفه‌ای را در باشگاه «اس سی مونیخ» آغاز کرد. در سال ۱۹۵۸ به تیم باشگاه فوتبال بایرن مونیخ رفت که در آن زمان دومین باشگاه بزرگ شهر مونیخ بود.
بکن‌باوئر نخستین بازی خود برای تیم ملی آلمان را در ۲۶ سپتامبر ۱۹۶۵ انجام داد و نخستین بازی جام جهانی او در جام جهانی سال ۱۹۶۶ بود.
فرانتس بکن‌باوئر در سال ۱۹۶۶ برای نخستین بار با باشگاه بایرن‌مونیخ قهرمان جام حذفی فوتبال آلمان شد. این باشگاه در سال ۱۹۶۷ نیز موفق به کسب همین عنوان شد و در همین سال جام باشگاه‌های برتر اروپا را نیز به‌دست آورد.
بکن‌باوئر در سال ۱۹۷۱ کاپیتان تیم ملی آلمان غربی شد. سال ۱۹۷۲ آلمان برندهٔ جام ملت‌های اروپا شد. سال ۱۹۷۴ بکن‌باوئر به همراه تیم ملی آلمان غربی جام جهانی فوتبال ۱۹۷۴ را بدست آورد.
بکن‌باوئر در سال ۱۹۷۷ بایرن مونیخ و همچنین تیم ملی را ترک کرد و به بازی در باشگاه نیویورک کاسموس در جام قهرمانی آمریکای شمالی پرداخت. او بین سال‌های ۱۹۸۰–۱۹۸۲ نیز در هامبورگر اس‌فاو بازی می‌کرد.
فرانتس بکن‌باوئر در سال ۱۹۸۳ از فوتبال بازنشسته شد و یک سال پس از آن بدون این که تجربه مربی‌گری داشته باشد به عنوان سرمربی تیم ملی فوتبال آلمان غربی انتخاب شد. او بین سال‌های ۱۹۸۴–۱۹۹۰ سرمربی تیم ملی آلمان بود. او در سال‌های ۱۹۹۴ و ۱۹۹۶ همین سمت را در باشگاه بایرن‌مونیخ به‌دست آورد.
فرانس بکن‌باوئر تدارک‌دهنده و همچنین تهیه‌کنندهٔ اساسیِ بازی‌ها در جام جهانی فوتبال ۲۰۰۶ به‌شمار می‌آید. مؤسسهٔ خیریه‌ای نیز به نام او و از طرف خودش، به منظور کمک به معلولان و سایر محتاجان تأسیس شده است.[]

## درگذشت
بکن‌باوئر در ۷ ژانویه ۲۰۲۴ در سن ۷۸ سالگی درگذشت.

## افتخارات

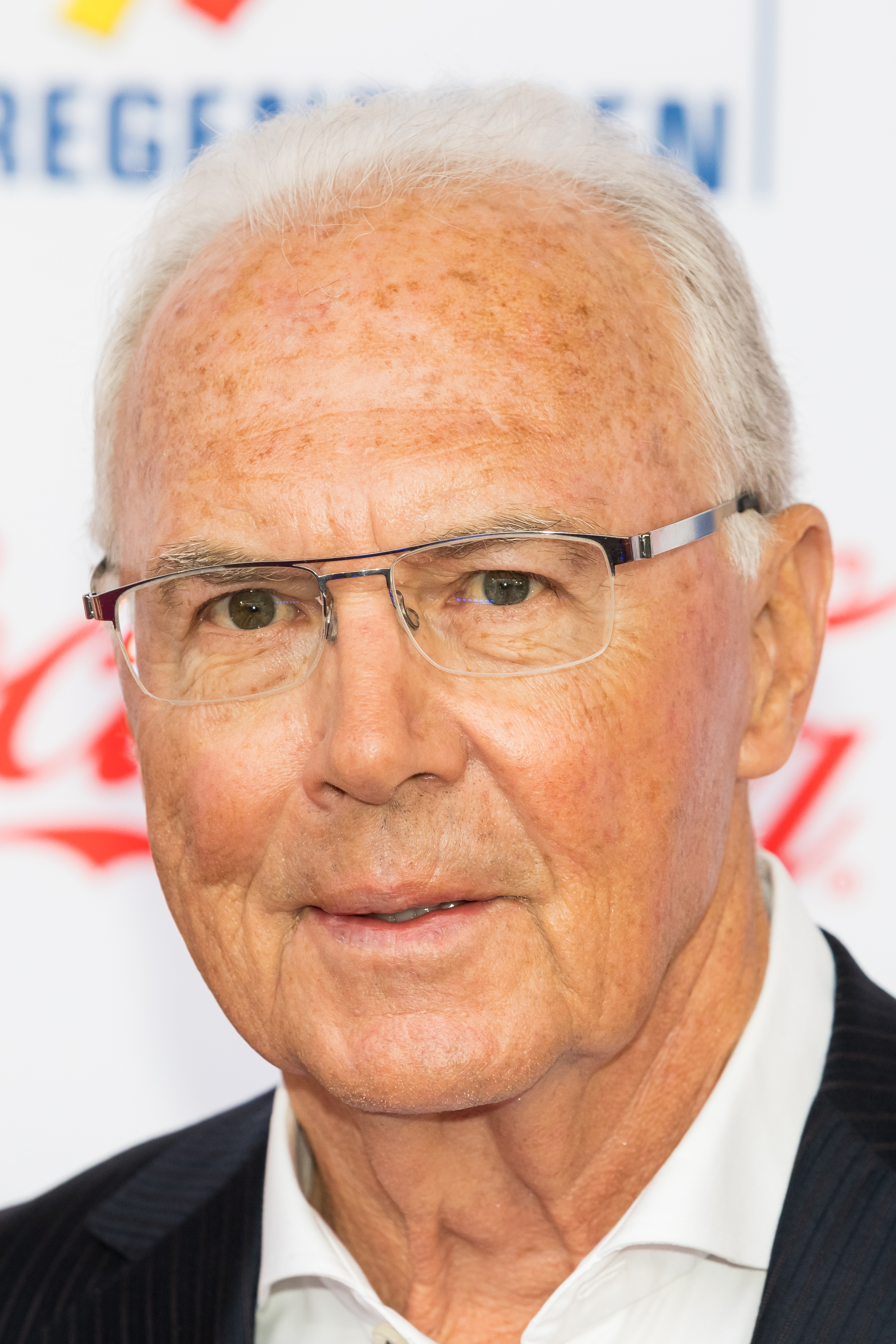
در سال ۲۰۱۹

- مرد سال فوتبال آلمان: ۱۹۶۶٬۱۹۶۸٬۱۹۷۴٬۱۹۷۶
- مرد سال فوتبال اروپا: ۱۹۷۲٬۱۹۷۶
- جوان‌ترین بازیکن جام جهانی ۱۹۶۶

### باشگاهی
- بایرن مونیخ
  - بوندس‌لیگا

قهرمان در سال‌های: ۱۹۶۸٬۱۹۷۱٬۱۹۷۲٬۱۹۷۳٬۱۹۷۴
- - جام حذفی

قهرمان در سال‌های: ۱۹۷۳٬۱۹۷۴٬۱۹۷۵٬۱۹۷۶
- - لیگ قهرمانان اروپا

قهرمان در سال‌های: ۱۹۷۴٬۱۹۷۵٬۱۹۷۶
- - جام باشگاهای جهان: ۱۹۷۶

### تیم ملی فوتبال آلمان
- جام جهانی فوتبال
  - قهرمان جهان ۱۹۷۴
  - نائب قهرمان جهان ۱۹۶۶
  - سوم جهان ۱۹۷۰
- جام ملت‌های اروپا
  - قهرمان اروپا ۱۹۷۲
  - نائب قهرمان ۱۹۷۶

### به‌عنوان سرمربی
- جام جهانی فوتبال
  - ۱۹۹۰ قهرمان جهان
  - ۱۹۸۶ نائب قهرمان جهان
- بوندس لیگا
  - ۱۹۹۳–۱۹۹۴ قهرمان
- جام اتحادیه اروپا
  - ۱۹۹۶ قهرمان جام یوفا